# Leagues Cup
Leagues Cup – coroczne rozgrywki w Ameryce Północnej pomiędzy drużynami z Major League Soccer a Liga MX. Pierwszy turniej zorganizowano w 2019 z udziałem czterech drużyn z obu lig, który wygrała meksykańska drużyna Cruz Azul.
W 2023 roku turniej został rozszerzony o wszystkie kluby z Major League Soccer i Liga MX, a aktualnie pełni funkcję regionalnego pucharu północnoamerykańskiego regionu CONCACAF, obejmującego Kanadę, Meksyk i Stany Zjednoczone. Trzy najlepsze drużyny Leagues Cup, niezależnie od kraju, kwalifikują się do Pucharu Mistrzów CONCACAF, a dodatkowo mistrz zaczyna turniej od 1/8 finału.

## Zwycięzcy
| Rok  | Zwycięzca                            | Finał                                | Drugie miejsce                       | Stadion                              | Miasto                               | Widzów                               |
| ---- | ------------------------------------ | ------------------------------------ | ------------------------------------ | ------------------------------------ | ------------------------------------ | ------------------------------------ |
| 2019 | Cruz Azul                            | 2:1                                  | Tigres UANL                          | Sam Boyd Stadium                     | Whitney, Nevada                      | 20,132                               |
| 2020 | Anulowany z powodu pandemii COVID-19 | Anulowany z powodu pandemii COVID-19 | Anulowany z powodu pandemii COVID-19 | Anulowany z powodu pandemii COVID-19 | Anulowany z powodu pandemii COVID-19 | Anulowany z powodu pandemii COVID-19 |
| 2021 | León                                 | 3:2                                  | Seattle Sounders                     | Allegiant Stadium                    | Paradise, Nevada                     | 24,824                               |
| 2022 | Nie wyłoniono zwycięzcy              | Nie wyłoniono zwycięzcy              | Nie wyłoniono zwycięzcy              | Nie wyłoniono zwycięzcy              | Nie wyłoniono zwycięzcy              | Nie wyłoniono zwycięzcy              |
| 2023 | Inter Miami                          | 1:1 k. 10–9                          | Nashville SC                         | Geodis Park                          | Nashville, Tennessee                 | 30,109                               |
| 2024 | Columbus Crew                        | 3:1                                  | Los Angeles FC                       | Lower.com Field                      | Columbus, Ohio                       | 20,190                               |

## Osiągnięcia według klubów
| Drużyna          | Zwycięzca | Finalista | Zwycięzca (lata) | Finalista (lata) |
| ---------------- | --------- | --------- | ---------------- | ---------------- |
| Cruz Azul        | 1         | 0         | 2019             | –                |
| León             | 1         | 0         | 2021             | –                |
| Inter Miami      | 1         | 0         | 2023             | –                |
| Columbus Crew    | 1         | 0         | 2024             | –                |
| Tigres UANL      | 0         | 1         | –                | 2019             |
| Seattle Sounders | 0         | 1         | –                | 2021             |
| Nashville SC     | 0         | 1         | –                | 2023             |
| Los Angeles FC   | 0         | 1         | –                | 2024             |

## Osiągnięcia według państw
| Państwo           | Zwycięzca | Finalista |
| ----------------- | --------- | --------- |
| Stany Zjednoczone | 2         | 3         |
| Meksyk            | 2         | 1         |